# Svarttjärnen (Ovikens socken, Jämtland, 699399-137979)
Svarttjärnen är en sjö i Bergs kommun i Jämtland och ingår i Indalsälvens huvudavrinningsområde. Sjön har en area på 0,18 kvadratkilometer och ligger 791,1 meter över havet. Sjön avvattnas av vattendraget Finnsjöbäcken.

## Delavrinningsområde
Svarttjärnen ingår i det delavrinningsområde (699237-137964) som SMHI kallar för Utloppet av Svarttjärnen. Medelhöjden är 844 meter över havet och ytan är 2,78 kvadratkilometer. Räknas de 5 avrinningsområdena uppströms in blir den ackumulerade arean 16,74 kvadratkilometer. Finnsjöbäcken som avvattnar avrinningsområdet har biflödesordning 4, vilket innebär att vattnet flödar genom totalt 4 vattendrag innan det når havet efter 342 kilometer. Avrinningsområdet består mestadels av skog (58 procent) och kalfjäll (36 procent). Avrinningsområdet har 0,18 kvadratkilometer vattenytor vilket ger det en sjöprocent på 6,4 procent.